# 赵吉
赵吉（1962年12月—），男，汉族，内蒙古呼和浩特人，中华人民共和国政治人物。现任内蒙古自治区科协主席，民盟中央常委，民盟内蒙古自治区委主委。第十四届全国政协委员。